# Фитингоф, Бруно Александрович фон
Барон Бруно Александрович фон Фитингоф 1-й (нем. Bruno Gotthard Eduard Freiherr von Vietinghoff genannt Scheel; 2 (14) декабря 1849 — 14 (27) мая 1905) — русский морской офицер, капитан 1-го ранга, участник Цусимского сражения.

## Биография
Из дворян Лифляндской губернии.
- 15 сентября 1866 — Воспитанник Морского кадетского корпуса.
- 1867—1872 — Учебные плавания:
  - 3 июня — 20 августа 1867 — фрегат «Громобой»
  - 2 мая — 18 августа 1868 — корвет «Баян»
  - 25 мая — 17 августа 1869 — канонерская лодка «Марево»
  - 11 июня — 2 сентября 1870 — фрегат «Пересвет»
  - 13 октября 1870 — 1 марта 1871 — корвет «Память Меркурия» учебного отряда Черноморского флота.
- 11 апреля 1870 — Гардемарин.
- 14 мая 1870 — В составе 2-го флотского экипажа
- 18 августа — 25 сентября 1871 — Плавание на плавучей батарее «Первенец».
- 3 июня — 25 сентября 1871 — Плавание на фрегате «Петропавловск».
- 11 апреля 1872 — Мичман.
- 6 ноября 1872 — 3 сентября 1873 — В составе Стрелковой школы.
- 3 октября 1873 — В таможенной крейсерской флотилии.
- 18 ноября 1873—1874 — Таможенная шхуна «Зоркая».
- 1875—1877 — Таможенная шхуна «Часовой».
- 1 января 1876 — Лейтенант.
- 3 мая 1876 — В 6-м флотском экипаже.
- 14 февраля 1878 — Командир 9-й роты в составе броненосной башенной лодки «Смерч».
- 26 марта 1878 — В распоряжении командира таможенной крейсерской флотилии.
- 8 апреля 1878 — 23 апреля 1884 — Шхуна «Страж».
- 7 апреля — 9 сентября 1885 — Командир 6-й роты клипера «Жемчуг» с переводом в 7-й флотский экипаж.
- 39 сентября 1885 — Назначен в комендорскую школу.
- 1 января 1887 — Капитан 2-го ранга.
- 8 января 1887 — Помощник начальника по строевой и хозяйственной части.
- 28 февраля — 22 июля 1887 — Старший офицер канонерской лодки «Манджур».
- 4 ноября 1891 — Командир шхуны «Самоед».
- 1 января 1893 — Командир броненосной башенной лодки «Смерч».

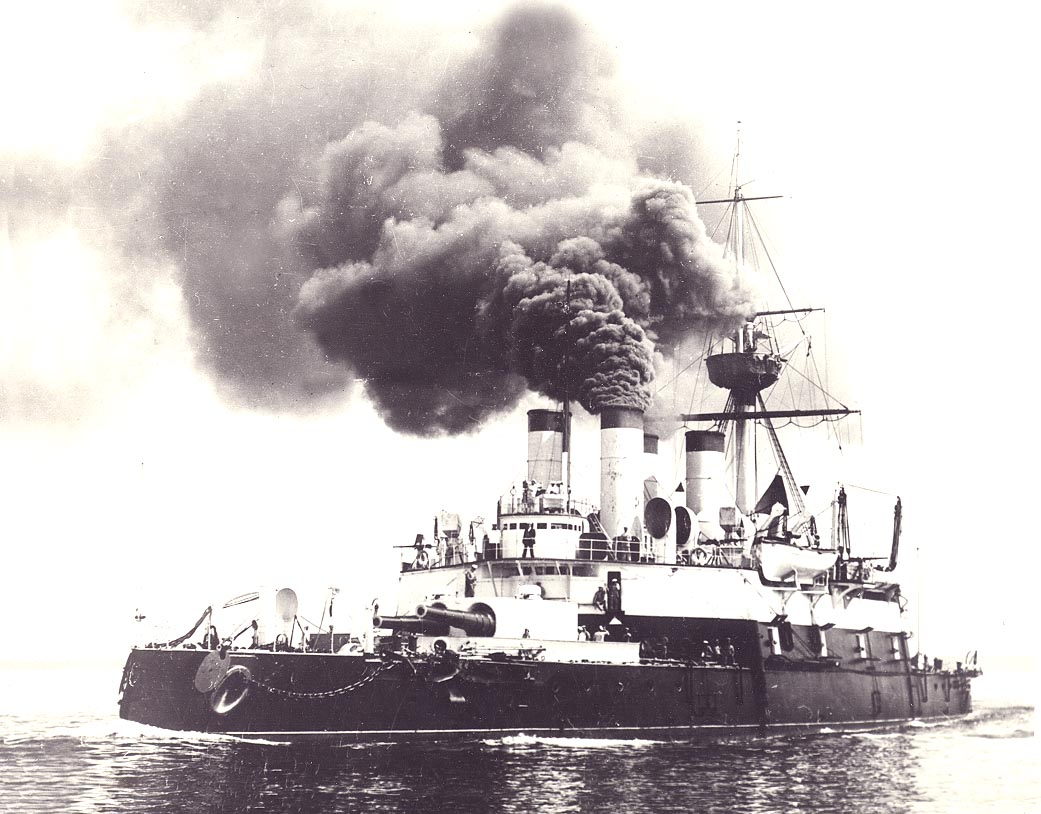
Эскадренный броненосец «Наварин»

- 25 июня 1893 — Член военно-морского суда.
- 13 декабря 1894 — Председатель приемной комиссии при пароходном заводе.
- 30 января 1895 — Переведён в Баку с назначением командиром парохода «Геок-тепе».
- 11 ноября 1897 — Переведён в 3-й флотский экипаж Балтийского флота.
- 17 ноября 1897 — Командир ревельского флотского полуэкипажа.
- 25 января 1898 — Исполняющий обязанности командира Ревельского порта.
- 21 марта 1898 — Утверждён в должности.
- 13 марта 1900 — Командир броненосца береговой обороны «Кремль».
- 18 октября 1900 — Переведён в состав Учебно-артиллерийского отряда.

Командовал эскадренным броненосцем «Наварин» во время Цусимского похода и сражения. Во время дневного боя после 17 часов был тяжело ранен в живот и ноги осколками японского снаряда, попавшего в фор-марс. Погиб вместе с кораблем. Исключён из списков состава флота приказом № 252 от 10.7.1905.

Пусть не забудет Россия броненосец «Наварин», который, заметив отчаянное положение «Суворова», горевшего как костер, прикрыл его собою от сыпавшихся японских бомб. Разбитый, взорванный минами и бомбами, с перебитой командой, со смертельно раненным командиром, броненосец все еще держался. Раненный в голову и в грудь барон Фитингоф отказался оставить корабль и решил потонуть с ним. «Верные принятому решению умереть, но не сдаться, — пишет один участник боя, — офицеры перед самою гибелью судна простились с выстроенной командой и, готовясь к смерти, братски перецеловались друг с другом, а изувеченный командир приказал вынести себя наверх». Отказался от спасательного пояса и сменивший его старший офицер Дуркин, до последнего момента спасавший команду. Японцы продолжали расстреливать барахтавшихся в воде русских людей. Японский миноносец через несколько часов еще видел плававших и умиравших от истощения русских и не дал им помощи. Только английский пароход успел спасти трех матросов, которые и рассказали об ужасах этой ночи. Не забудь же, мать-Россия, имен Фитингофа и Дуркина, Рклицкого, Грау, Измайлова, Челкунова, Огарева и многих-многих замученных и убитых за великое твое имя!— М. О. Меньшиков Из писем к русской нации

## Отличия
- Орден Святого Станислава III степени (13.4.1875)
- Орден Святой Анны III степени (20.4.1880)
- Орден Святого Владимира IV степени с бантом (22.8.1886)
- Орден Святого Станислава II степени (1.1.1890)
- Орден Святой Анны II степени (6.12.1895)
- Персидский орден Льва и Солнца II степени (13.6.1896)

## Комментарии
1. ↑  В документах русского Морского ведомства значился без титульной приставки "фон".